# 小行星8186
小行星8186（英語：8186）是一颗围绕太阳公转的小行星。1992年11月17日，杉江淳在Dynic发现了此天体。
这颗小行星的绝对星等为106.9893237551998等。